# Système temporel de Reichenbach
Le système temporel de Reichenbach constitue une analyse des temps grammaticaux mise en place par le logicien Hans Reichenbach (1891-1953). Il s'agit de classer les différents temps selon trois points : le point du discours, noté S (pour Speech), le point de l'évènement, noté E (pour Event) et le point de référence, noté R (pour Reference). C'est l'ordre des points sur une flèche temporelle qui détermine le temps verbal. 

## Présentation
Ce système, qui a pour but de classer logiquement les temps verbaux, est développé en 1947 par Hans Reichenbach. Les points S (point du discours, speech), E (point de l'évènement, event) et R (point de référence, reference) sont considérés par Reichenbach comme nécessaires à la détermination d'un temps verbal, bien que deux ou les trois points puissent être simultanés (Louis de Saussure donne ainsi l'exemple du passé simple, où il y a simultanéité entre E et R). Le point du discours représente le moment de l'énonciation, le point de l'évènement le moment de l'action décrite, et le point de référence le point de vue où se place le locuteur. D'après le schéma, les trois points sont représentés sur la ligne du temps, l'ordre de gauche à droite indiquant un ordre du passé vers le futur. La simultanéité de deux points est notée par une virgule (les points séparés par des virgules sont donc interchangeables) et la succession par un tiret. Les temps sont nommés selon la relation entre les points : la relation entre S et R détermine le temps (passé, présent ou futur). Si R se situe avant S, c'est du passé, en même temps, c'est du présent, après, c'est du futur. La relation entre R et E indique l'antériorité ou la postériorité. Si R se situe avant E, c'est un temps postérieur, si R et E sont simultanés, c'est un temps simple, si R se situe après E, c'est un temps antérieur (la relation entre E et S n'indique rien). Ainsi, par exemple, le temps schématisé S,E-R est nommé futur antérieur. Il est alors possible de dresser une table des différentes combinaisons, qui ne sont pas toutes distinguées dans les langues : c'est le cas de l'anglais, sur lequel Reichenbach travailla. 

## Exemples
La phrase anglaise I will see Helen, au futur simple, se traduit par S-E,R (la référence se situe après le moment de l'énonciation,  l'évènement de voir Helen aussi). Dans la phrase "En 2050, nous aurons vécu deux tremblements de terre", la référence (en 2050) se situe après l'évènement (le fait de vivre les tremblements de terre), et après l'énonciation (ce qui peut se traduire par E-S-R, E,S-R, ou S-E-R selon le contexte de production de la phrase). S étant situé avant R, il s'agit d'un futur, et E étant situé avant R, le futur est donc antérieur.  